# Battlefield 2
Battlefield 2 (Бојно поље 2, или скраћено BF2) је пуцачина из првог лица, коју је развио EA Digital Illusions CE и објавио Electronic Arts. Игра је објављена само за Microsoft Windows у Северној Америци 21. јуна 2005., у Аустралији 22. јуна 2005. и у Европи 24. јуна 2005.